# 山内作左衛門

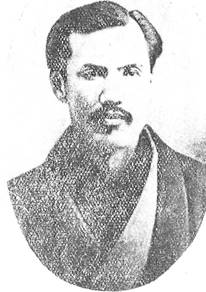
山內作左衛門肖像（內藤遂博士蔵）

山内 作左衛門（やまのうち / やまうち さくざえもん、1836年9月1日（天保7年7月21日） - 1886年（明治19年）3月21日）は、江戸時代の幕臣、明治時代の実業家。名は信恭。

## 経歴
江戸において、旗本・伊奈遠江守忠告家臣の山内豊城（徳右衛門）の息子として生まれる。天保14年8月、父が仕えた伊奈遠江守が京都の東町奉行を命じられたため、山内家一同で上京し、父の任地である京都伏見町奉行屋敷で育つ。弟の山内六三郎と共に知恩院で父の友人の画家・冷泉為恭（狩野永泰の三男）に画を習う。一家が江戸に戻ってからは、父の畏友・前田夏蔭に国学を学ぶ。他の師友に藤森弘庵、大橋訥庵がいる。
1858年(安政5年）に箱館奉行支配調役並として箱館へ赴任する。1865年（慶応元年）、29歳の時に江戸幕府がロシア語通詞・志賀親朋と箱館駐在の露国領事ヨシフ・ゴシケーヴィチの勧請を容れて、初めてロシアへ留学生を派遣することになり、当時、箱館奉行支配調役並の外国係を務めていた作左衛門は目付役として、10代の市川文吉、緒方城次郎、大築彦五郎、田中次郎、小沢清次郎と9月16日に、ロシアの軍艦「ポカテール」号で箱館を出帆した。長崎、香港、シンガポール、バタビア（現ジャカルタ）、ケープタウン、セント・ヘレナ、イギリスのプリマス経由で、フランスのシェルブールに上陸、汽車でパリ、ベルリンを経由して、翌1866年（慶応2年）4月1日に、サンクトペテルブルク到着。
到着後にロシア外務省アジア局に出頭し、橘耕斎と合流、サンクトペテルブルク大学東洋語学部長で中国学者・ワシーリエフ教授下でロシア語を学ぶが、当時のロシアはニコライ1世によるバルカン半島などへの南下政策失敗の直後で、アレクサンドル2世の治世下にあったが、農奴解放令、地方自治制、司法制度の改革等、西欧文化の輸入に汲々たる時代だったので外国の留学生を指導するような状態ではなく、留学先で初めてロシアが文化的に後進国であることを知る。
「諸学校も追て開盛の由、併此国人は万事万物他国よりは不良之ゆへ、皆他国之ものを学ぶ。先海軍は英を、陸軍は仏を、医術は独逸を学ぶ。外国より此国に来て何物ても学ぶ不聞、ゆへに魯国語は魯国中にて外国にては不通也。幕生衆も魯渡の事を甚だ悔あり。」と露都見学中の森有礼に語ったことが残っている。
1866年（慶応2年）6日10月に樺太国境画定交渉の遺露使節団の代表正使として外国奉行・小出秀実がロシアへ派遣されたのを機に帰国が決定し、1867年（慶応3年）3月に遺露使節団に随行して帰国することになる。一行は途中、プロイセンの首相オットー・フォン・ビスマルクやフランス皇帝ナポレオン3世と謁見し、第2回パリ万国博覧会を視察、パリ万国博覧会に派遣された徳川昭武の通訳として随行していた弟の山内堤雲と9年ぶりに再会した。
結果的に、榎本武揚ら1862年に開陽丸で向かったオランダ留学組、1866年のイギリス留学組、1867年のフランス留学組のように最新の技術や知識を習得出来ずに帰国することになり、維新後の活躍の舞台で不利に働くことになった。
帰国後、新選組に助力したため、新政府軍によって投獄されたが、維新後は実業家に転身、1869年（明治2年）横浜青木町で薬舗「賛化堂」、1871年（明治4年）に東京日本橋本町へ移り陸軍御用の薬種商「資生堂」を営んだ。1878年（明治11年）には林研海が資生堂の二階で、実地医学の講義を開いた。
1884年（明治17年）には、欧州留学時に知り合った森有礼と東京外国語学校の改廃問題に関わっている。
1886年（明治19年）3月、室町の自宅で51歳の生涯を閉じた。墓地は自証院。

## 家族
- 祖父・山内信経（旗本・松平定節の家臣）
- 父・山内豊城
- 弟・山内堤雲（逓信省大書記官、鹿児島県知事、初代製鉄所長官、澤柳政太郎の岳父、山内恭彦の祖父）
- 弟・山内徳三郎（地質学者。農商務省鉱山局長）開拓使御用掛時代にベンジャミン・スミス・ライマンから地質、測量学を授けられ「福岡佐賀長崎三県下炭坑巡回報告書」を執筆。
- 妹・玉　宮原忠英の妻
- 妹・富　幕臣・横山敬一（外国奉行支配定役）の妻

- 妻・ふさ（佐藤泰然（母方叔父）の四女）

　　佐藤尚中 、林洞海、松本良順、林董は義兄弟にあたる。林洞海の娘婿が榎本武揚。
- 長男・山内一太郎（工部大学校卒）、一太郎の妻・蔦は長州藩・飯田年祐の長女
  - 孫の玉枝（一太郎の娘）は海軍少将・森電三（黒野義文の二男）の妻。
- 長女・のぶ
- 二女・こま
- 三女・小春